# Filth Pig
Filth Pig – album amerykańskiego zespołu Ministry, wydany w 1996.
Album ukazał się niemal cztery lata po poprzedniej płycie, głośnym Psalmie 69. Muzyka zmieniła się wyraźnie. Jourgensen i Barker niemalże zrezygnowali z elektroniki, używając bardzo agresywnych gitar. Klimat był jeszcze mroczniejszy, bardziej zbliżony do metalu. Wśród fanów Ministry do dziś są duże różnice w percepcji Filth Pig – niektórzy uważają go za totalną porażkę, inni zaś za dzieło dorównujące poprzedniemu albumowi. Pierwszym singlem z płyty było The Fall.
Lay Lady Lay jest coverem piosenki Boba Dylana o tym samym tytule.

## Lista utworów
Opracowano na podstawie materiału źródłowego.
1. „Reload“ (Jourgensen/Barker) – 2:25
2. „Filth Pig“ (Jourgensen/Barker) – 6:19
3. „Lava“ (Jourgensen/Barker) – 6:30
4. „Crumbs“ (Jourgensen/Barker/Scaccia/Svitek/Washam) – 4:15
5. „Useless“ (Jourgensen/Barker/Rieflin/Scaccia) – 5:55
6. „Dead Guy“ (Jourgensen/Barker/Washam) – 5:14
7. „Game Show“ (Jourgensen/Barker/Scaccia/Svitek/Washam) – 7:45
8. „The Fall“ (Jourgensen/Balch) – 4:54
9. „Lay Lady Lay“ (Bob Dylan) – 5:44
10. „Brick Windows“ (Jourgensen/Barker) – 5:23

## Twórcy albumu
Opracowano na podstawie materiału źródłowego.
- M. Balch – instrumenty klawiszowe, syntezator
- Paul Barker – gitara basowa, syntezator, wokale, produkcja
- Al Jourgensen – wokale, gitara, instrumenty klawiszowe, produkcja
- Bill Rieflin – perkusja
- Mike Scaccia – gitara
- Louis Svitek – gitara
- Rey Washam – perkusja, syntezatory, elektronika
- E. Nevarez – wokale („Useless“)
- Stella Katsoudas – wokale („Useless“)